# 飛べ!ダコタ
『飛べ！ダコタ』（とべ！ダコタ）は、2013年公開の日本の歴史映画。監督は油谷誠至。
太平洋戦争の終結から5か月後に佐渡島で起きた実話を基に、脚色を加えている。タイトルは登場する航空機DC-3のイギリス空軍用軍用輸送機型に付けられた通称「ダコタ」（Dakota）から。

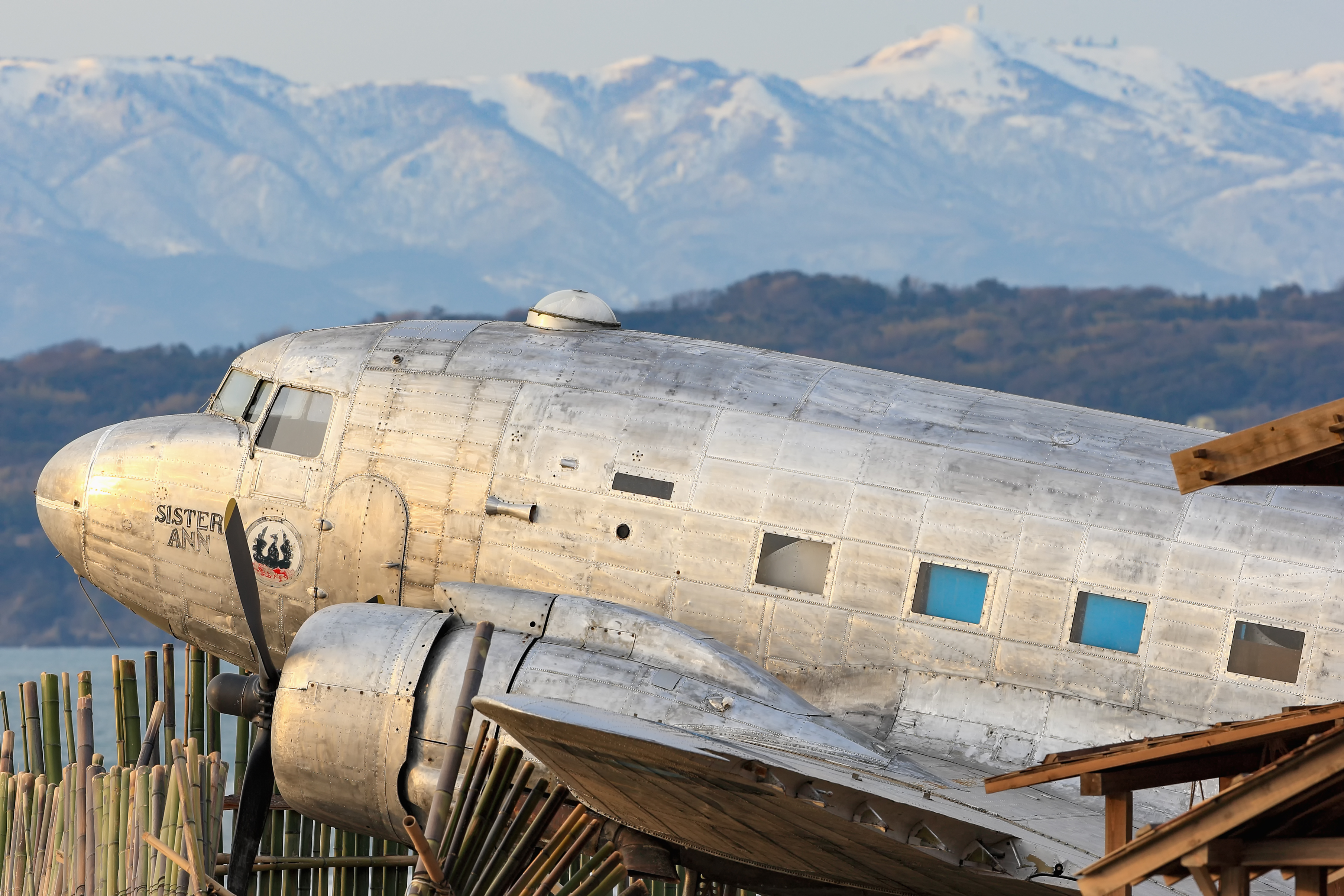
撮影に使用された機体

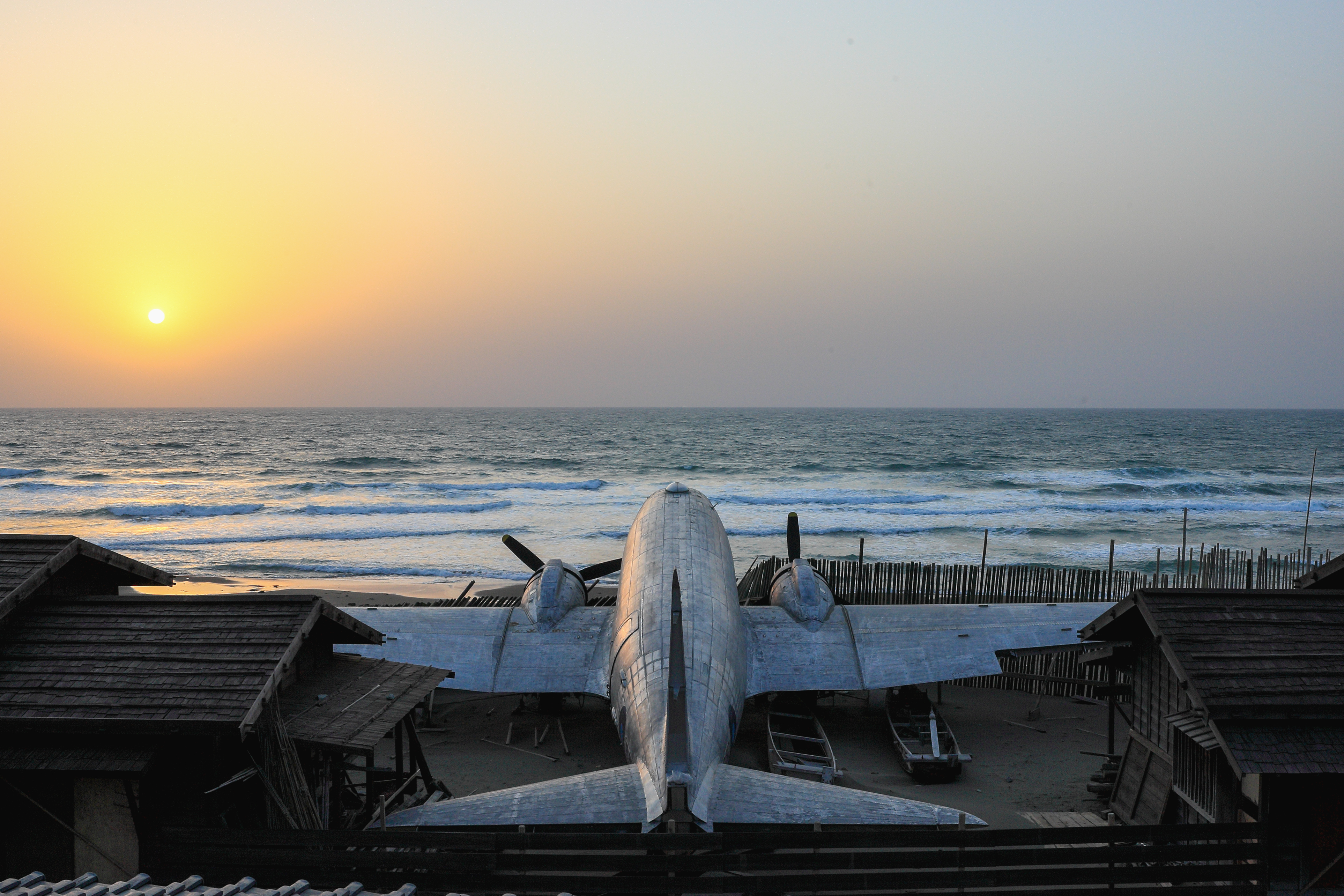
新潟県佐渡市小木堂釜の素浜海岸に設置された

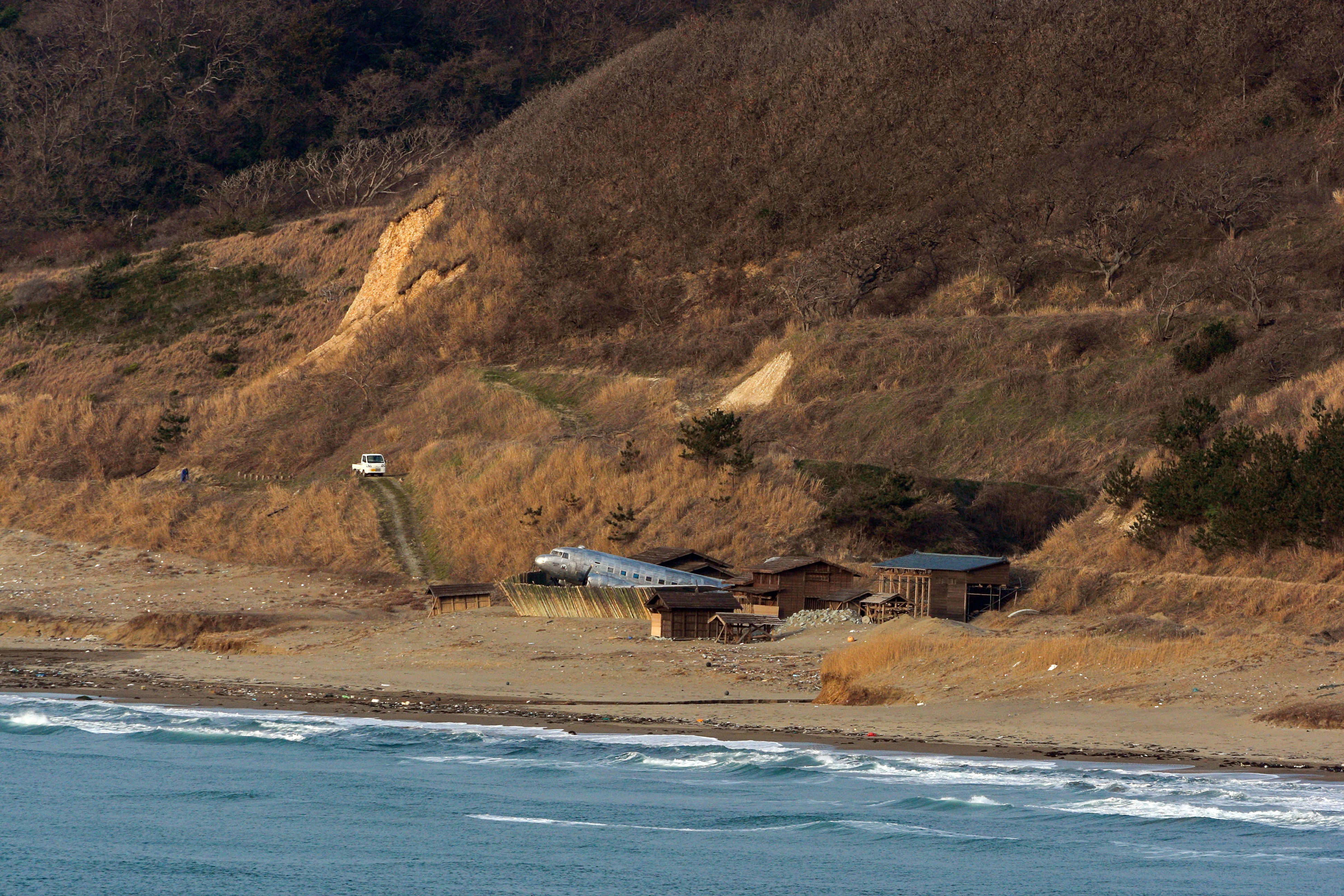

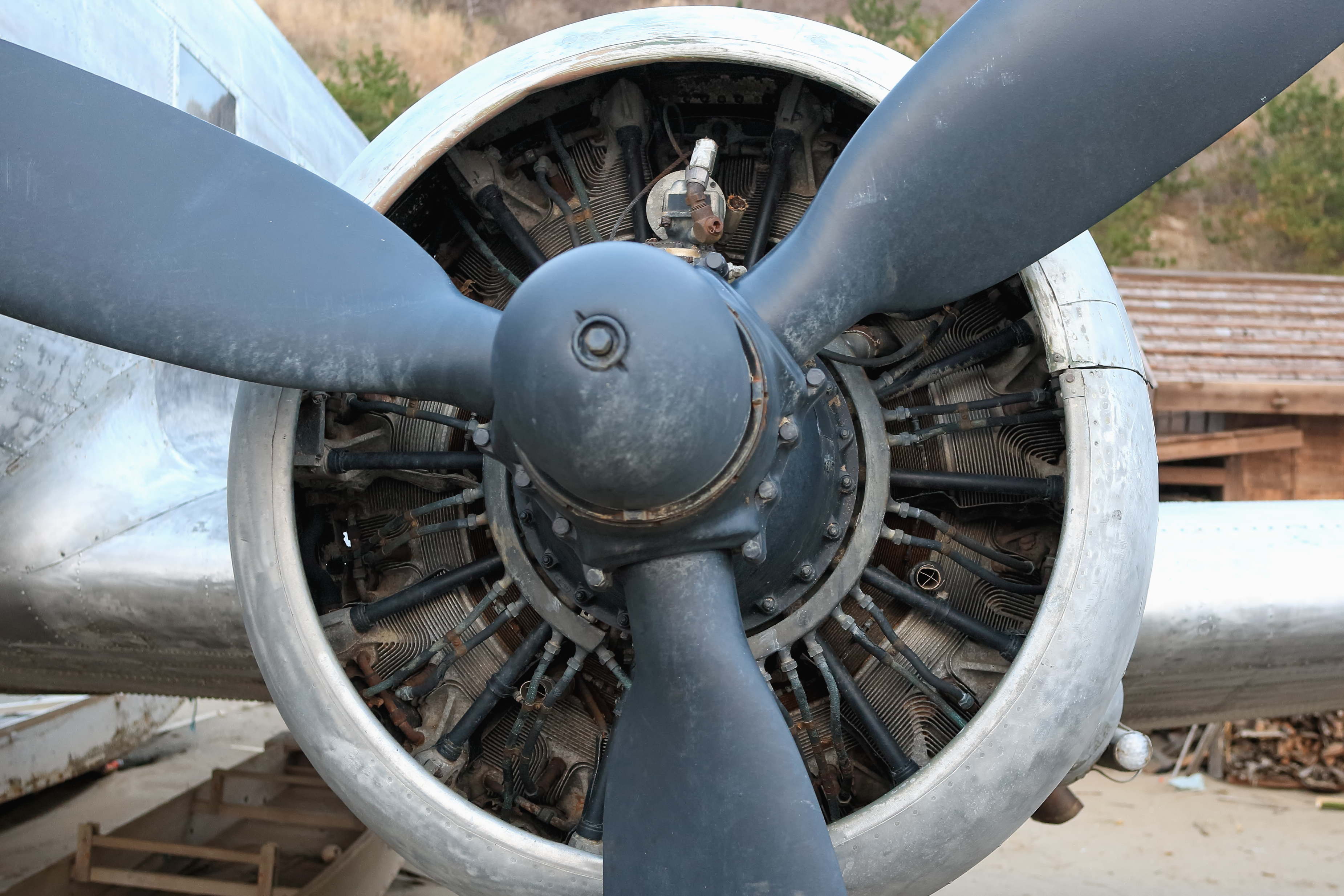
エンジンはプラット・アンド・ホイットニー R-1830-92 ツインワスプ

## あらすじ
終戦から5か月後の1946年1月14日。佐渡島の高千村の海岸に飛行機が不時着した。その飛行機は上海総領事とその秘書を乗せて東京に向かう途中、エンジントラブルで緊急着陸したイギリス空軍の輸送機「ダコタ」だった。村人たちは英語教師を通訳にして何とか意思疎通を図る。旅館の娘・森本千代子は、幼なじみで元海軍兵学校の木村健一に通訳を依頼するが断られる。健一は兵学校在学中に右足を負傷して帰郷し、その不自由な右足を引きずりながら職に就かずに暮らしていた。
飛行機は前傾して機首が砂浜に埋まった状態であった上、現地には滑走路もなかった。領事たちは船で東京に向かったが、飛行機の乗員は引き続き飛行機で寝泊まりしていた。千代子の父で村長を務める新太郎は村役場の会議で、困っている者を助けるのが佐渡の者（もん）だとして、自分の旅館で逗留させることを提案した。「村長が責任を取るなら」と提案は受け入れられる。娘を敦賀空襲で亡くした消防団長の高橋は、「頭では分かっているが心が受け入れない」と述べた。
乗員の旅館暮らしが始まり、傾いた飛行機を村人の協力で正しい姿勢に戻す作業が行われ、乗員たちは村人に感謝する。健一は恩師でもある国民学校の校長・浜中から、相川の国民学校で臨時教員に就く話を紹介される。しかし、健一は「国のために鬼畜米英を殺せと教えられた自分は、今の子どもに何も教えられない」と答え、浜中は沈黙した。まもなく、「ノタ」と呼ばれる強い風雨が来そうになり、ダコタを今より高い場所に引き上げる必要が生じた。千代子たちは飛行機に綱を結わえて引き上げようとするが、容易には動かなかった。そのとき、高橋が集められるだけの村人を連れて現れ、無事ダコタは引き上げられた。
健一の親友だった村上義治は、ビルマ方面での戦死公報が届いていたが、母の敏江はそれを信じず帰還を待っていた。敏江は海岸で、ダコタ乗員の母親の写真が入ったロケットを拾って返し、乗員に無事母の元に帰ってほしいと話す。だがその直後、戦友によって義治の遺骨が届けられた。悲しみから海に身を投じようとした敏江はダコタ乗員に助けられた。
ダコタ乗員から村に、離陸に必要な滑走路建設への協力依頼が来る。村人たちは海岸を地ならしして石を敷き詰める作業にあたった。一方、健一は知り合いから、海岸のダコタがビルマ方面の司令官マウントバッテンの専用機であったと聞かされる。健一は書き置きを残して夜の海岸に向かい、義治のためダコタに火を付けようとする。だが、イギリス人乗員との格闘で動けなくなったところに、駆けつけた千代子から「殺し合う世の中の方がいいのか」と泣きながら問われ、答えることができなかった。
健一は自首しようとするが、高橋が「自分が間違えて火を付けそうになったのだ」と主張する。高橋による謝罪をイギリス人たちは気にすることはないと受け入れた。やがて滑走路は完成し、祝宴が新太郎の旅館で開かれた。国民学校の生徒たちが「蛍の光」の合唱を披露すると、イギリス人たちは自分たちの知っている歌（オールド・ラング・サイン）が歌われていることに喜び、日英両語の歌声が室内に響いた。
離陸の日、海岸には多くの村人が集まった。「こんなにイギリス人はいい人なのに、自分たちは騙されて戦争に巻き込まれた」という主婦たちに、新太郎は「国民皆が戦争を始めたんだ」と述べるが、「村長さんの言うことは難しい」とかわされてしまう。健一が浜中に、臨時教員になって自分のような人間になるなと教えたいと言うと、浜中は頭を下げて詫びた。村人の見送る中、ダコタは無事に佐渡を飛び立っていった。

## 撮影
ロケーション撮影は実際の現場である佐渡が選ばれ、地元住民もエキストラで出演している。
撮影には実機のC-47輸送機（DC-3の軍用モデル。通称「スカイトレイン」（Skytrain））が使用された。機体の来歴は1944年8月にダグラス社がアメリカ陸軍航空軍（USAAF）の依頼でC-47(c/n14317/25762)として製造し機体記号43-48501として第二次世界大戦に投入され、戦後はアメリカ空軍で使用、後に予備役となった。1965年8月 FC-47（後にAC-47へと改称、通称「スプーキー」（Spooky、幽霊））
 に改造されベトナム戦争へ。その後ベトナム軍、ラオス空軍を経て、1968年5月にタイ王国空軍　L2-32/11（垂直尾翼のみL2-41/18）となり、1986年まで現役であった。使用可能なパーツが剥ぎ取られた状態でロッブリー空軍基地に保管されていたが、2007年の競売で、タイのナコンパトムにあるTNP社に払い下げられた。2011年10月にハイビジョン映像社が購入し、現地で分解され、6本の40フィートコンテナにつめられ11月中旬にタイから東京、新潟を経由して佐渡まで船で運ばれ12月6日に到着した。購入時の機体探しから分解そして組立までは、山本賢吾（写真家、DC-3関連書籍の著者でもある）が担当し、組立時にはマーク・ボゴースト（アメリカ、パイロット、オーナー、整備士）の応援もあった。
史実の機体であるイギリス空軍 の要人輸送機 ダグラス DC-3 C-47A-50DL “SISTER ANN” C/N10028 FL510の塗装が再現された。機体は撮影終了後、オークションにかけられたものの成立はせず、別途興味を抱いた会社により購入され、浜名湖の湖畔にある浜名湖グラウンド・ゴルフパークの敷地内に屋外展示されている。
史実の機体は、佐渡を飛び立った後はフランス空軍や民間航空会社で輸送機として使われた後、個人オーナーが買い取りアメリカのエイボン・パーク・エグゼクティブ空港で保管されている。

## キャスト
- 森本千代子 - 比嘉愛未
- 木村健一 ‐ 窪田正孝
- 村上敏江 ‐ 洞口依子
- 木村とよ ‐ 中村久美
- 篠田和子 - 芳本美代子
- 浜中幸三（校長） - 螢雪次朗
- 松乃 - 園ゆきよ
- 石川（通訳） - 山本浩司
- 清吉 - 平田敬士
- 山西（駐在） - 楠見彰太郎
- 清 - 山根和馬
- 義春 - 小林優斗
- 時枝 - 角替和枝
- すえ - 重田千穂子
- ブラッドリー少佐（機長） - マーク・チネリー
- デーヴィット少尉 - ディーン・ニューコム
- マイヤーズ少尉：ケイシー・カミングス
- ネヴィンソン中尉：アントニオ・プロゼ
- 望月（助役） - 佐渡稔
- 山中（復員兵） - 樋口浩二
- 初枝（先生） - 新妻さと子
- 田津子（職員） - 市山京香
- 育子 - 冴輝ちはや
- 村中（課長） - 朝倉伸二
- 警防団 - 小林豪、ペロリ、川植悠里
- 佐吉 - 綾田俊樹
- 高橋源治（団長） - ベンガル
- 森本新太郎（村長） ‐ 柄本明

## スタッフ
- 企画：長井博實
- エグゼクティブプロデューサー：伊与木敏郎
- プロデューサー：伊藤正昭
- 脚本：安井国穂、友松直之、油谷誠至
- 音楽：宇崎竜童
- ラインプロデューサー：桑原昌英
- キャスティングプロデューサー：梶野祐司
- 撮影：小松原茂
- 照明：山川英明
- 録音：沼田和夫
- 美術：稲垣尚夫
- 編集：宮澤誠一（J.S.E.）
- 記録：宮下こずゑ
- 装飾：相田敏春
- 衣裳：大森茂雄
- ヘアメイク：今村香奈
- CGIディレクター：中島征隆
- 音響効果：柴崎憲治
- 助監督：辻裕之
- 主題歌：石井里佳「ホームシック・ララバイ」プロデュース：宇崎竜童 / 作詞：阿木燿子 / 作曲：James royce Shannon / 編曲：宇崎竜童・出羽良彰 / コーラス：佐渡市民有志
- 音楽プロデューサー：進矩光、栗田秀一
- 制作コーディネート：渡邊雅之
- 編曲：出羽良彰
- DC-3監修：KENGO YAMAMOTO
- DC-3制作：MARK BORGHORST
- 製作管理：三村克彦
- 助監督：島田伊智郎
- 殺陣：深作覚
- 航空技術アドバイザー：久保田幸郎
- 軍装アドバイザー：磯野圭作
- 義肢・装具：中村宜郎
- 馬コーディネイト：小岩井重人
- 方言指導：荒木久夫、末武榮子、本間秀平
- 後援：新潟県、佐渡市、外務省、防衛相、駐日英国大使館、日本教育新聞社、佐渡連合商工会、(社)佐渡観光協会、新潟県建設業協会佐渡支部、佐渡ライオンズクラブ、佐渡ロータリークラブ、佐渡南ロータリークラブ、新潟交通佐渡、佐渡汽船、佐渡観光旅館連盟、佐渡農業協同組合、羽茂農業協同組合、連合新潟佐渡地域協議会、佐渡青年会議所
- 支援：映画「飛べ！ダコタ」製作支援実行委員会、新潟県佐渡市観光商工課、フィルムコミッション佐渡
- 助成：文化芸術振興費補助金
- 配給・宣伝：アステア
- 製作：アッシュジャパン

## 関連書籍
- 石坂智惠美『飛べ!ダコタ 銀翼の渡り鳥』東邦出版、2013年 - 本作のノベライズ。